# Ezequiel Piovi
Lucas Ezequiel Piovi (ur. 20 sierpnia 1992 w Buenos Aires) – argentyński piłkarz pochodzenia hiszpańskiego występujący na pozycji defensywnego pomocnika, od 2020 roku zawodnik ekwadorskiego LDU Quito.
Jego brat Gonzalo Piovi również jest piłkarzem.